# طاهر سيف الدين
طاهر سيف الدين بن محمد برهان الدين، إمام الفرقة الداوودية الإسماعيلية، ولد في سورت بولاية كجرات بالهند، وهو الداعي المطلق الحادي والخمسين والأطول خدمة من الطائفة البهرة الطيبية المستعلية الإسماعيلية الداوودية البهرة، تقلد زعامة الدعوة بعد وفاة والده الداعي المطلق محمد برهان الدين في عام ١٩١٩.
ينحدر طاهر سيف الدين من عائلة فخر الدين (فخري) وعبد القادر حكيم الدين من الدعاة المطلقين في الهند.
تلقى تعليمه الديني على يد والده الداعي المطلق محمد برهان الدين، كما درس التاريخ وعلوم العربية، وقد أتقن العربية ونظم الشعر بها وله قصائد وأشعار كثيرة في مدح ورثاء أهل البيت عليهم السلام والدعاة الاسماعيليين، وألف باللغة العربية مجموعة من الرسائل المسماة بالرسائل الرمضانية وعددها ٤٩ رسالة تتضمن مواضيع مهمة في الفقه الإسماعيلي والتاريخ والأدب والفلسفة والتفسير وعلوم الباطن (التأويل).
امتازت مدة زعامته بتطوير والنهوض بالبهرة وإدخال الحداثة إلى المجتمع البهري وانشاء المؤسسات التي تعني بذلك، كما ساهم في الارتقاء بمستوى التعليم ونشره وعمل على تحديث الجامعة السيفية (وهي جامعة خاصة بالبهرة تعني بالدراسات الإسماعيلية واللغة العربية، والدراسة فيها باللغة العربية) في سورت من ناحية التنظيم والمناهج والدراسة كذلك قام بإنشاء المدارس والمعاهد في الهند و باكستان وبعض البلدان التي يتواجد فيه المهاجرون البهرة. كما وضع أسساً في العمل الخيري والتعليم وريادة الأعمال والتواصل الاجتماعي والتواصل السياسي والارتقاء بالمجتمع.
وتقديرا لجهوده منح شهادة الدكتوراه من جامعة عليكرة الإسلامية في ١٥ نيسان ١٩٤٦ وفي عام ١٩٥٣ عُيّن مستشاراً للجامعة لأربعة دورات ممتالية. كما منح شهادة الدكتوراه في القانون من جامعة كراجي سنة ١٩٥٥.
وله خدمات جليلة في مدينتي النجف وكربلاء: فقد تبرع بشباك ضريح الإمام علي بن أبي طالب عليه السلام في النجف وتم نصبه في ١٤ رجب ١٣٦١ / ١٩٤٢ هـ وهو تحفة نادرة صنع في الهند من الذهب والفضة.
وفي سنة ١٣٥٥ أمر طاهر سيف الدين بتجديد ضريح الإمام الحسين عليه السلام وتم صنع الشباك في الهند ونصب سنة ١٣٦٠.
له من الأبناء ١٢ ولداً و٨ بنات.
توفي في ١٢ تشرين الثاني ١٩٦٥ م وقد بنى ولده الداعي المطلق محمد برهان الدين ضريحاً فخماً على قبره أطلق عليه: روضة طاهرة. (2)
شعره
قال من قصيدته:
يا إمامَ الحقِّ مـــــــولانا الحسينْ      صفوةُ اللهِ وصـفو الـــمصطفـينْ
يا حسينَ بنَ عليِّ المرتــــــضى      أنــــــــــــتَ واللهِ لـــه قرَّةُ عـينْ
جدُّكَ المختارُ طـــــــــــه رحمةُ     اللهِ منها أنـــتَ يـــا مولايَ عـينْ (1)
قد تجلّى بــــــــــــــكَ للرائينَ يا      شمسَ أهلِ الـــبيتِ للإبداعِ عيـنْ (2)
كـــــــــمْ وكمْ فجَّـرتَ للعافينَ يا      زبدةَ الزهـــراءِ مِن أعــينِ عـينْ (3)
كمْ وكمْ جلّيتَ مِــــــن أنفسِ مَن      تبعوا أمـــرَكَ فضـــلاً كـلَّ ريـنْ
أنتَ ذخري أنتَ كهفي يا حسينْ      في حـــياتي وإذا ما حــانَ حـينْ
زيَّنَ اللهُ ســــــــــماءَ المصطفى      بمصـــــــــابيحِ علاهُ أيّ زيــــنْ
طهرتْ أثوابُــــــــــــه من دنسٍ      طهرتْ أردانــــه من كـــلِّ شـينْ
كانَ في الدينِ صليـــــباً راسخاً      كانَ في الديـــدنِ ذا رفـــقٍ ولـينْ
كانَ مِن أكرمِ بطنٍ مجــــــدُهم      طنبتْ خيمتُه فــــــــــوقَ البطــينْ (4)
مَن يطعه يطـــــــــعمُ اللهُ له الـ     ـنفسَ في الخلدِ بســيــبٍ وبـــوينْ (5)
لو يسيرُ الفكرُ في شـــــــــاناتِهِ      مُدركاً أدركه عـــجزٌ وأيــــــــــنْ (6)
أينَ منه ضــــــــــدُّه أينَ الثرى      والثريّا يا أولــــــي الألــبابِ أيـنْ
سمّه ترياقُ من تلـــــــــــــسعُه      مِن أعادي أهلِ بيتِ الـوحي أيـنْ (7)
يا له من بـــــــــــــــاذلٍ مهجتَه      في سبيلِ اللهِ في أصــــــعبِ أيـنْ (8)
يا له مِن صابرٍ مـصـــــــــطبرٍ      كلُّ صعبٍ عنده في الصبرِ هـينْ
يا لشبَّيرٍ عظــــــــــــــــيمٌ شأنُه      شــــــــــــــبَّرٌ كان له أكرمَ عـينْ (9)
هل ترى مثل حـسيــنٍ كانَ في      (كربلا) أثـــبتَ جأشاً من رعـينْ (10)
أثخنوهُ بــــــــــــــــرماحٍ وظبا      وبنبلٍ رشقــــــــــوا مِن كلِّ عـينْ (11)
قتلوا سبـــــــطَ رســولِ اللهِ في      (كربلا) وهـــوَ في أعطشِ غـينْ (12)
قتلته أمَّةُ الســـــــــــــــوءِ التي      أخذتْ أحــــــــــــقادَ بدرٍ وحـنينْ
يا لأهلِ البيتِ بيتِ الـــوحي قد      بذلوا أنفسَهمْ دونَ الــــــــــحسينْ
يا لأصحابٍ له في (كـــــربلا)      قد فدوه كــــــــــحبيبٍ وابـنِ قينْ
مِن أشداءٍ على الكفارِ مِــــــــن      رحماءٍ بينهم أكــــــــــــــرمُ بينْ
يا لحزنِ الفــــاطمياتِ المصابا     تِ عــــــــــنه يومَ عاشورا ببينْ (13)
إنه أحرى بأن نـــــــــــــــــفدي      بــــنفوسٍ لا نـــــــضارٍ ولجينْ
ذكره كالذكرِ يُتلـــــــــــى دائماً      ما شدا في الأيكِ قمــريٌّ وعينْ (14)
يا لمولىً قـــــــــائمٌ بـالقسطِ لا      ميلَ في ميزانِه يُخشــــى وعينْ (15)
من أساريعِ يديهِ يـــــــــــنهمي      للندى والجودِ عينٌ إثــــرَ عينْ (16)
لم يكنْ لولا عــــــــليٌّ نجله الـ     ـطهرُ في دارِ رسولِ اللهِ عــينْ (17)
ما خلا الأرضُ ولـن تـخلو مِنَ      قائمٍ مِن ولـــــــــده أروعِ عينْ (18)
مــــــــــــِن إمامٍ كحسينٍ راشدٍ      هـــــــوَ للحقِّ وأهلِ الحقِّ عينْ (19)
بأبي أنــــــــتَ وأمي يا حسين      وبأهلـــــــــــــي وبولدي وبعينْ (20)
أنا يا آل النـــــــبيِّ المصطفى      عبدُ غيبٍ لكـــــــــمُ لا عبدُ عينْ (21)
وأواليكمْ موالــــــــــيّ الرضا      بولاءٍ خالصٍ مِــــــــــن كلِّ مينْ
لم يزلْ يهمي على ســــوحِكمُ      مِن صلاةِ اللهِ غينٌ إثـــــــرَ غينْ (22)...
.....................................................................
1 ــ مجلة الموسم للأستاذ محمد سعيد الطريحي العدد 12 ص 336 ــ 337 / دائرة المعارف الحسينية ــ تاريخ المراقد (الحسين واهل بيته وأنصاره) ج 2 ص 398 ــ 400
2 ــ ترجمته عن:
الشيخ داود مولوي ــ الداعي المطلق الحادي والخمسين قدامة السردار سيدنا طاهر سيف الدين، مومباي ١٩٤٠.
عبد القيوم الملا حبيب الله، قداسة الدكتور سيدنا طاهر سيف الدين صاحب الداعي المطلق للبهرة الداودية، بومباي، مكتبة البهرة الداودية، ١٩٥٨.
موسوعة الإسلام، تحرير، ب. بيرمان، ليدن ٢٠٢٣
فرهاد دفتري، الإسماعيليون، تاريخهم، وعقائدهم ــ ترجمة سيف الدين قصير، دار الساقي بالاشتراك مع معهد الدراسات الإسماعيلية  بيروت ط١، ٢٠١٤.
فرهاد دفتري ــ معجم التاريخ الاسماعيلي، ترجمة سيف الدين قصير ، دار الساقي بالاشتراك مع معهد الدراسات الإسماعيلية،